# Afrikanisches Viertel

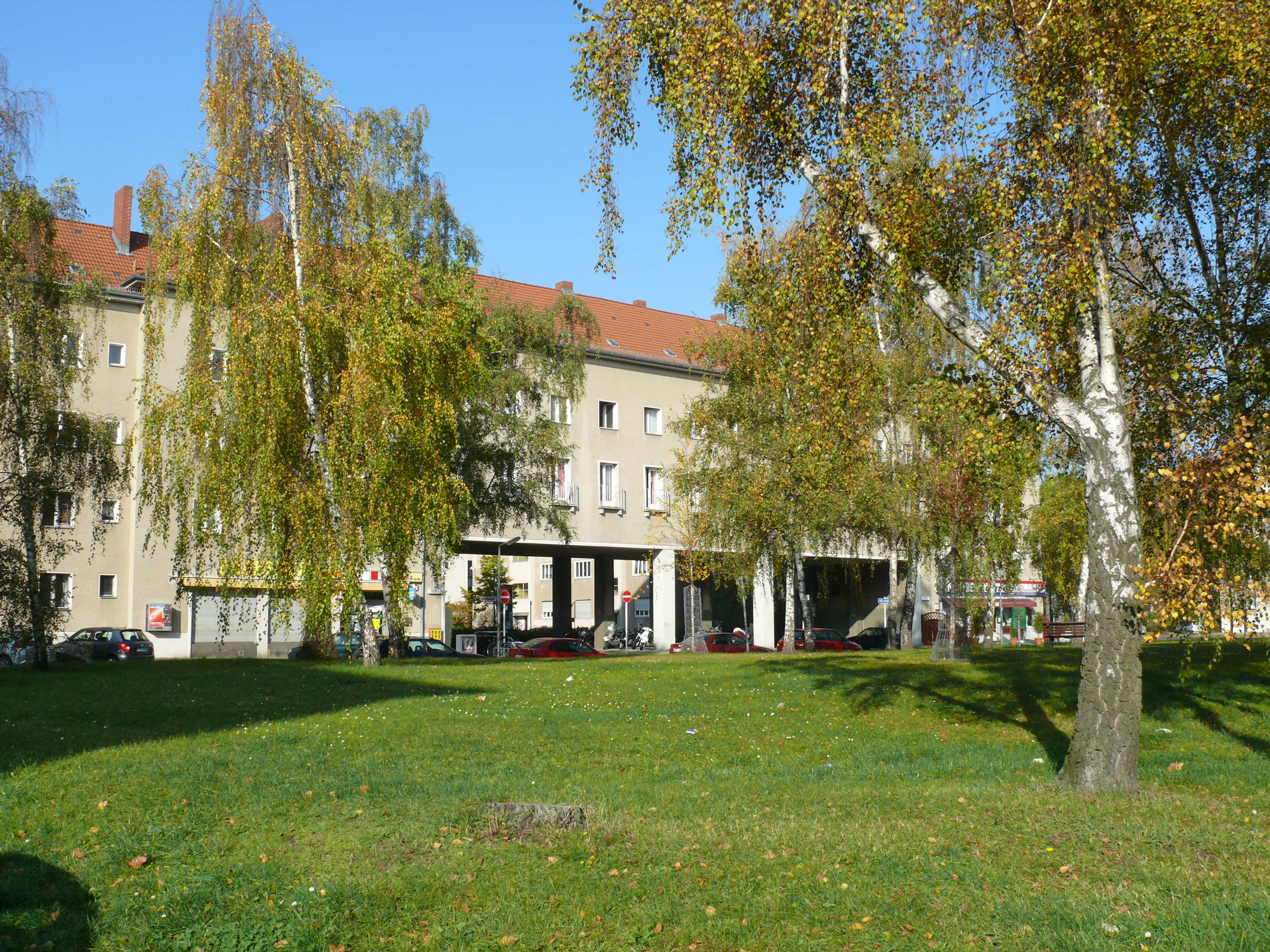
Immeubles à Nachtigalplatz.

L’Afrikanisches Viertel (en français : « Quartier africain ») est un quartier de Berlin, situé à Wedding (arrondissement de Mitte). Il est délimité par Müllerstraße, Seestraße, Volkspark Rehberge, Goethepark, et la frontière avec l'arrondissement voisin de Reinickendorf.
Un grand nombre de rues possèdent des noms liés à l'Afrique, en particulier des régions d'Afrique en lien avec la colonisation allemande : Afrikanische Straße, Damara Straße, Dualastraße, Ghanastraße, Guinéestraße, Kameruner Straße, Kongostraße, Lüderitzstraße, Mohasistraße, Otawistraße, Petersallee, Sambesistraße, Sansibarstraße, Senegalstraße, Swakopmunder Straße, Tangastraße, Togostraße, Transvaalstraße, Ougandastraße, Usambarastraße, Windhuker Straße ou encore Nachtigalplatz.

## Histoire

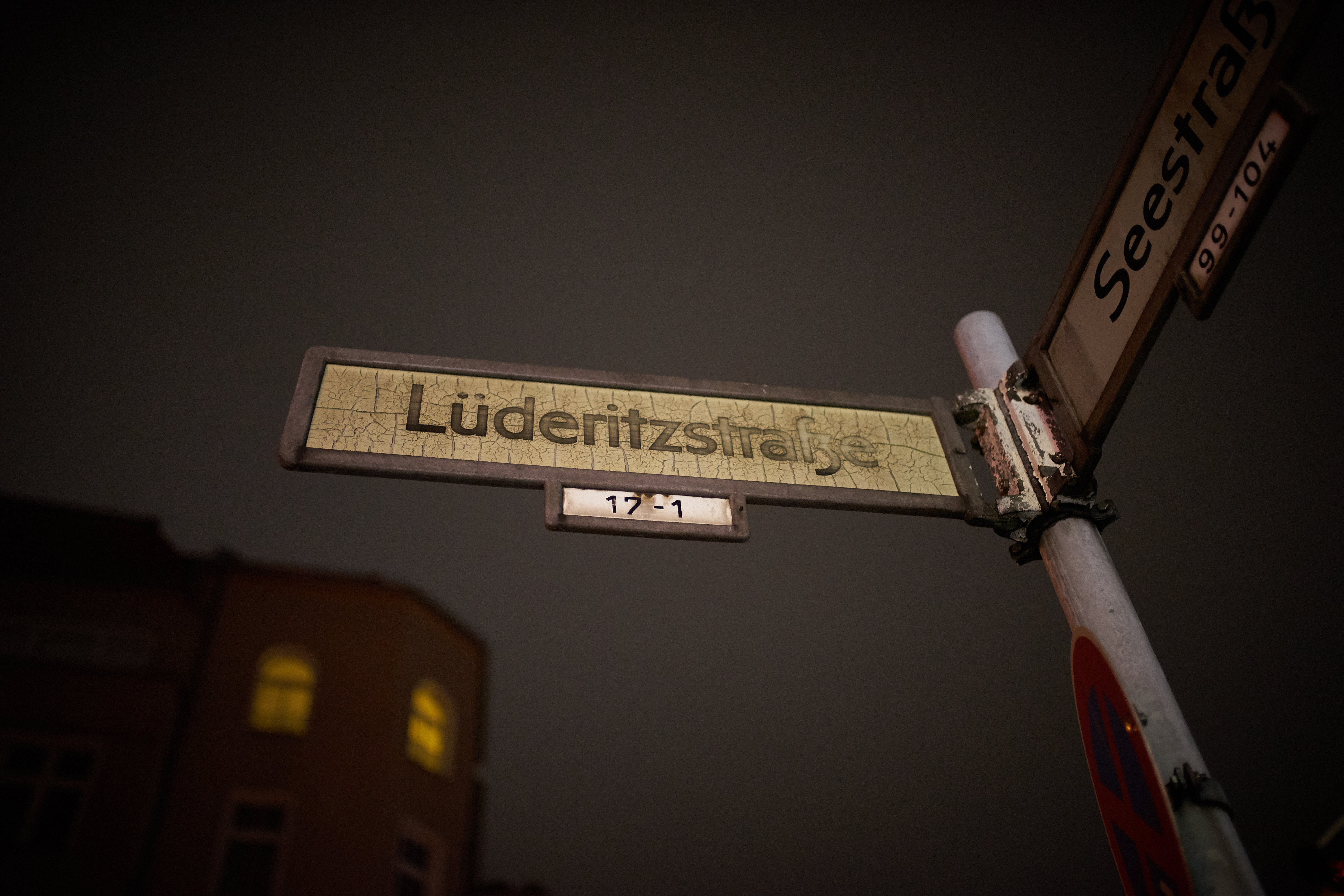
Plaque de la Lüderitzstraße, nommée en l'honneur d'Adolf Lüderitz.

Avant la Première Guerre mondiale, le zoologiste Carl Hagenbeck planifie la création d'un nouveau zoo semblable à son Tierpark Hagenbeck à Hambourg, sur le terrain de ce qui est aujourd'hui le Volkspark Rehberge, y compris un zoo humain avec des peuples des colonies allemandes d'outre-mer. La guerre interrompt ces plans, mais les rues avaient été déjà pour la plupart été nommées sur ce thème.
Un certain nombre de rues de l’Afrikanisches Viertel ont été sujet à controverse, en particulier celles portant le nom d'Allemands qui ont participé à la colonisation de certaines parties de l'Afrique, comme la Lüderitzstraße, la Petersallee et la Nachtigalplatz. Des initiatives ont été lancées pour les renommer, ces dénominations étant dénoncées comme commémoration le colonialisme et l'impérialisme, honorant des personnalités coloniales qui ont depuis subi une réévaluation historique. En 1986, la Petersallee est rebaptisée en l'honneur de Hans Peters, un résistant au nazisme, mais la plaque de la rue est restée inchangée.
En avril 2018, il est annoncé que la rue Lüderitz, la place Nachtigal et l’avenue Peters, qui portent les noms de figures de l’histoire coloniale allemande ayant pris part, de près ou de loin, aux exactions perpétrées en Afrique, devraient être renommés. La commission culturelle de l’arrondissement a choisi trois symboles de la résistance anticoloniale : Anna Mungunda, de la communauté héréro, et Cornelius Frederiks (en), du peuple nama, pour la Namibie ; Rudolf Douala Manga Bell pour le Cameroun,.
Depuis la fin des années 1990, plus de 1 000 immigrants africains se sont installés dans le quartier (venus principalement du Ghana, du Cameroun et du Nigeria), pour un total estimé désormais à 2 500 en prenant en compte leurs enfants. Parmi les 20 000 Berlinois d'ascendance africaine, une grande partie vit à Wedding et aux environs de Tiergarten.

## Architecture
Beaucoup de bâtiments du quartier datent des années 1920 et 1930. Il accueille également la Friedrich-Ebert-Siedlung ainsi que quatre bâtiments le long de l'Afrikanische Straße (entre Sambesistraße et Seestraße) conçus par l'architecte Ludwig Mies van der Rohe.

## Sources
- (en) Cet article est partiellement ou en totalité issu de l’article de Wikipédia en anglais intitulé « Afrikanisches Viertel » (voir la liste des auteurs).